# Solingen Hauptbahnhof
Solingen Hauptbahnhof vasútállomás Németországban, Solingenban. A német vasútállomás-kategóriák közül a második csoportba tartozik.

## Vasútvonalak
Az állomást az alábbi vasútvonalak érintik:
- Gruiten–Köln-Deutz-vasútvonal
- Düsseldorf–Solingen-vasútvonal
- Solingen–Remscheid-vasútvonal

## Kapcsolódó állomások
A vasútállomáshoz az alábbi állomások vannak a legközelebb:
- Köln Hauptbahnhof
- Wuppertal Hauptbahnhof
- Haan vasútmegálló (Gruiten vasútállomás, Gruiten–Köln-Deutz-vasútvonal)
- Solingen Vogelpark station (Düsseldorf Hauptbahnhof, Düsseldorf–Solingen-vasútvonal)
- Solingen Vogelpark station (Dortmund Hauptbahnhof, S1)
- Solingen Grünewald station (Wuppertal Hauptbahnhof, S7)
- Solingen Grünewald station (Wuppertal-Oberbarmen, Wuppertal Hauptbahnhof, Solingen–Remscheid-vasútvonal, S7)
- Wuppertal Hauptbahnhof (Rheine, Rhein-Münsterland-Express)
- Opladen station (Krefeld Central Station, Rhein-Münsterland-Express)
- Haan vasútmegálló (Wuppertal-Oberbarmen, Rhein-Wupper-Bahn)
- Leichlingen station (Bonn-Mehlem station, Rhein-Wupper-Bahn)

## Forgalom

### Regionális
| Járat | Útvonal | Gyakoriság | Vágányszám |
| ----- | --- | --- | ---------- |
| RE 7  | Rhein-Münsterland-Express: Rheine – Emsdetten – Greven – Münster Hbf – Münster-Hiltrup – Drensteinfurt – Hamm – Bönen – Unna – Holzwickede – Schwerte – Hagen Hbf – Ennepetal (Gevelsberg) – Schwelm – Wuppertal-Oberbarmen – Wuppertal Hbf – Solingen Hbf – Opladen – Köln Messe/Deutz – Köln Hbf – Dormagen – Neuss Hbf – Meerbusch-Osterath – Krefeld-Oppum – Krefeld Hbf | 60 perc | 1/3        |
| RB 48 | Rhein-Wupper-Bahn: Wuppertal-Oberbarmen – Wuppertal-Barmen – Wuppertal Hbf – Wuppertal-Vohwinkel – Haan-Gruiten – Haan – Solingen Hbf – Leichlingen – Opladen – Leverkusen-Schlebusch – Köln-Mülheim – Köln Messe/Deutz – Köln Hbf – Köln West – Köln Süd – Hürth-Kalscheuren – Brühl – Sechtem – Roisdorf – Bonn Hbf – Bonn UN Campus (nur Richtung Bonn-Mehlem) – Bonn-Bad Godesberg – Bonn-Mehlem Stand: Eröffnung Haltepunkt Bonn UN Campus 1. November 2017 | 30 perc (Wu-Oberbarmen – Köln Hbf) 30 (HVZ) / 60 perc (Köln Hbf – Bonn Hbf) 60 perc (Bonn Hbf – Bonn-Mehlem)             | 1/3        |
| S 1   | Solingen Hbf – Solingen Vogelpark – Hilden Süd – Hilden – Düsseldorf-Eller – Düsseldorf-Eller Mitte – Düsseldorf-Oberbilk – Düsseldorf Volksgarten – Düsseldorf Hbf – Düsseldorf Wehrhahn – Düsseldorf Zoo – Düsseldorf-Derendorf – Düsseldorf-Unterrath – Düsseldorf Flughafen – Angermund – Duisburg-Rahm – Duisburg-Großenbaum – Duisburg-Buchholz – Duisburg-Schlenk – Duisburg Hbf – Mülheim (Ruhr)-Styrum – Mülheim (Ruhr) Hbf – Essen-Frohnhausen – Essen West – Essen Hbf – Essen-Steele – Essen-Steele Ost – Essen-Eiberg – Wattenscheid-Höntrop – Bochum-Ehrenfeld – Bochum Hbf – Bochum-Langendreer West – Bochum-Langendreer – Dortmund-Kley – Dortmund-Oespel – Dortmund Universität – Dortmund-Dorstfeld Süd – Dortmund-Dorstfeld – Dortmund Hbf | 20 perc (Fährt zurzeit nur von Solingen Hbf bis Bochum Hbf, Pendelzüge von Essen-Steele-Ost bis Dortmund Hbf im Einsatz) | 10         |
| S 7   | Der Müngstener: Wuppertal Hbf – Wuppertal-Unterbarmen – Wuppertal-Barmen – Wuppertal-Oberbarmen – Wuppertal-Ronsdorf – Remscheid-Lüttringhausen – Remscheid-Lennep – Remscheid Hbf – Remscheid-Güldenwerth – Solingen-Schaberg – Solingen Mitte – Solingen Grünewald – Solingen Hbf | 20 perc | 9          |
| S 7   | Der Müngstener: Düsseldorf Hbf – Düsseldorf-Eller Mitte – Hilden – Solingen Hbf – Solingen Grünewald – Solingen Mitte – Remscheid-Güldenwerth – Remscheid Hbf – Remscheid-Lennep | Im Berufsverkehr zwei Fahrten je Richtung                                                                                | 9/10       |

### Távolsági
| Járat  | Útvonal | Gyakoriság       | Vágányszám |
| ------ | --- | ---------------- | ---------- |
| ICE 10 | Berlin – Hannover – Bielefeld – Hamm – Hagen – Wuppertal – Solingen – Köln | egy vonatpár     | 1/3        |
| ICE 42 | Dortmund – Wuppertal – Solingen – Köln – Mannheim – München | bizonyos vonatok | 1/3        |
| ICE 43 | Hannover – Dortmund – Wuppertal – Solingen – Köln – Mannheim – Basel | bizonyos vonatok | 1/3        |
| ICE 31 | (Hamburg-Altona – Hamburg – Bréma – Münster –) Dortmund – Hagen – Wuppertal – Solingen – Köln – Bonn – Koblenz – Mainz – Frankfurt – Würzburg – Nürnberg – Regensburg – Passau / Ingolstadt – München    | bizonyos vonatok | 1/3        |
| ICE 91 | Dortmund – Hagen – Wuppertal – Solingen – Köln – Bonn – Koblenz – Mainz – Frankfurt Flughafen – Frankfurt – Hanau – Würzburg – Nürnberg – Regensburg – Passau – Linz – St. Pölten – Wien Meidling – Wien | egy vonatpár     | 1/3        |
| IC 31  | Hamburg – Münster – Dortmund – Wuppertal – Solingen – Köln – Frankfurt | 120 percenként   | 1/3        |
| IC 55  | Dresden – Leipzig – Hannover – Bielefeld – Dortmund – Wuppertal – Solingen – Köln | 120 percenként   | 1/3        |